# Ana Maria Polo
Ana María Polo (L'Avana, 11 aprile 1959) è un'avvocata e conduttrice televisiva statunitense  di origine cubana, nota per condurre, dal 2001, il programma televisivo Caso cerrado.

## Biografia
La Polo nacque a L'Avana, a Cuba da genitori benestanti. Dopo la Rivoluzione cubana, quando aveva 2 anni la sua famiglia emigrò a Porto Rico, dove lei studiò al Colegio Perpetuo Socorro. Dopo 17 anni la famiglia si trasferì a Miami, dove oltre a frequentare la scuola secondaria, scoprì il suo talento artistico partecipando a varie opere musicali come Godspell e Showboat, e fece parte del coro “Jubilee”, invitato da Papa Paolo VI per cantare nella Basilica di San Pietro durante le celebrazioni del Giubileo del 1975, a Roma.
Si sposò in giovane età, perse un figlio e si separò alcuni anni dopo. Nonostante non lo abbia adottato legalmente afferma di avere cresciuto un figlio come fosse suo, Peter, mentre nel 2001 si sposò nuovamente. Studiò all'Università Internazionale della Florida, dove ricevette il titolo di bachelor in scienze politiche, e più tardi studiò laureandosi in diritto all'Università di Miami. Come avvocato si specializzò in diritto di famiglia ed è autorizzata ad esercitare nello stato della Florida.
Nel 2003 sopravvisse a un tumore alla mammella, per questo motivo divenne successivamente portavoce della fondazione Susan G. Komen realizzando campagne in America Latina e Stati Uniti per la presa di coscienza di questa malattia.
Ana María Polo cominciò a apparire in televisione il 2 aprile 2001, nel suo show quotidiano Sala de Parejas trasmesso da Telemundo, dove svolgeva il ruolo di arbitro in diversi casi di conflitti tra coppie. A quel tempo la Polo agiva come arbitro, mentre dal 2005, quando al programma venne dato il nome di Caso cerrado iniziò a svolgere le normali funzioni da giudice, che faceva rispettare le sue sentenze anche mediante i contratti firmati prima del programma dai due partecipanti.